# Такахаси, Хирому
Хирому Такахаси (яп. 高橋 広夢, род. 4 декабря 1989, Хатиодзи) — японский рестлер, в настоящее время выступающий в New Japan Pro-Wrestling (NJPW), где он является членом группировки Los Ingobernables de Japón.
Такахаси дебютировал в NJPW 28 августа 2010 года и в течение последующих трех лет работал в качестве «Молодого льва». В январе 2014 года Такахаси, получивший имя Камаитати (яп. カマイタチ), был отправлен в мексиканский промоушен Consejo Mundial de Lucha Libre (CMLL), чтобы продолжить обучение рестлингу и получить международный опыт — традиция «Молодых львов» NJPW. В январе 2016 года он выиграл свой первый титул — чемпиона мира CMLL в легком весе. После ухода из CMLL он работал в американском Ring of Honor (ROH) до осени 2016 года, а в ноябре 2016 года Такахаси вернулся в NJPW, снова работая под своим настоящим именем. После возвращения Такахаси стал четырехкратным чемпионом IWGP в полутяжёлом весе и четырехкратным победителем турнира Best of the Super Juniors (2018, 2020, 2021, 2022). Такахаши дебютировал в качестве актера во франшизе Kamen Rider, изображая Джозефа Рэндо и Эвол-X в сериале «Камэн Райдер Аутсайдеры».

## Титулы и достижения
- Consejo Mundial de Lucha Libre
  - Чемпион мира CMLL в лёгком весе (1 раз)[1]
- New Japan Pro-Wrestling
  - Чемпион IWGP в полутяжёлом весе (5 раз)[2]
  - Best of the Super Juniors (2018, 2020, 2021, 2022)[3][4]
- Pro Wrestling Illustrated
  - № 27 в топ 500 рестлеров в рейтинге PWI 500 в 2018[5]
- Tokyo Sports
  - Награда за боевой дух (2020)
- WhatCulture Pro Wrestling
  - Отборочный турнир Кубка мира по рестлингу в Японии (2017) — с Кушидой[6]
- Wrestling Observer Newsletter
  - Лучший образ (2017) в составе Los Ingobernables de Japón[7]
  - Самый ценный не-тяжёловес (2020)[8]

### Luchas de Apuestas
| Победитель             | Проигравший        | Место  | Шоу                     | Дата          | Прим.         |
| ---------------------- | ------------------ | ------ | ----------------------- | ------------- | ------------- |
| Дракон Ли (маска)      | Камаитати (маска)  | Мехико | Homenaje a Dos Leyendas | 20 марта 2015 | [ 9 ]         |
| Максимо Секси (волосы) | Камаитати (волосы) | Мехико | Sin Piedad              | 1 января 2016 | [ 10 ] [ 11 ] |